# Worstelen op de Olympische Zomerspelen 1992
Worstelen is een van de sporten die beoefend werden tijdens de Olympische Zomerspelen 1992 in Barcelona.

## Heren

### Grieks-Romeins

#### licht vlieggewicht (tot 48 kg)
| rang   | sporter              | land |
| ------ | -------------------- | ---- |
| Goud   | Oleg Koetsjerenko    | EUN  |
| Zilver | Vincenzo Maenza      | ITA  |
| Brons  | Wilber Sánchez Amita | CUB  |
| 4      | Fuat Yıldız          | GER  |
| 5      | Iliuţă Dăscălescu    | ROU  |
| 6      | Reza Simkhah Asil    | IRI  |
| 7      | Lars Rønningen       | NOR  |
| 8      | Pappu Yadav          | IND  |

#### vlieggewicht (tot 52 kg)
| rang   | sporter              | land                    |
| ------ | -------------------- | ----------------------- |
| Goud   | Jon Rønningen        | NOR                     |
| Zilver | Alfred Ter-Mkrtchyan | EUN                     |
| Brons  | Min Kyung-kap        | KOR                     |
| 4      | Shawn Sheldon        | USA                     |
| 5      | Bratan Tsenov        | BUL                     |
| 6      | Valentin Rebegea     | ROU                     |
| 7      | Ismo Kamesaki        | FIN                     |
| 8      | Senad Rizvanović     | Onafhankelijk deelnemer |

#### bantamgewicht (tot 57 kg)
| rang   | sporter             | land |
| ------ | ------------------- | ---- |
| Goud   | An Han-bong         | KOR  |
| Zilver | Rifat Yildiz        | GER  |
| Brons  | Sheng Zetian        | CHN  |
| 4      | Aleksandr Ignatenko | EUN  |
| 5      | William Lara Díaz   | CUB  |
| 6      | Marian Sandu        | ROU  |
| 7      | Keijo Pehkonen      | FIN  |
| 8      | Dennis Hall         | USA  |

#### vedergewicht (tot 62 kg)
| rang   | sporter              | land |
| ------ | -------------------- | ---- |
| Goud   | Mehmet Akif Pirim    | TUR  |
| Zilver | Sergej Martinov      | EUN  |
| Brons  | Juan Marén Delis     | CUB  |
| 4      | Włodzimierz Zawadzki | POL  |
| 5      | Jenő Bódi            | HUN  |
| 6      | Anthony Lee          | USA  |
| 7      | Stanislav Grigorov   | BUL  |
| 8      | Hugo Dietsche        | SUI  |

#### lichtgewicht (tot 68 kg)
| rang   | sporter                 | land |
| ------ | ----------------------- | ---- |
| Goud   | Attila Repka            | HUN  |
| Zilver | Islam Doegoetsjijev     | EUN  |
| Brons  | Rodney Smith            | USA  |
| 4      | Cecilio Rodríguez Pérez | CUB  |
| 5      | Ghani Yalouz            | FRA  |
| 6      | Abdollah Chamangoli     | IRI  |
| 7      | Ryszard Wolny           | POL  |
| 8      | Douglas Yeats           | CAN  |

#### weltergewicht (tot 74 kg)
| rang   | sporter               | land |
| ------ | --------------------- | ---- |
| Goud   | Mnatsakan Iskandarjan | EUN  |
| Zilver | Józef Tracz           | POL  |
| Brons  | Torbjörn Kornbakk     | SWE  |
| 4      | Nestor Almanza Baro   | CUB  |
| 5      | Yvon Riemer           | FRA  |
| 6      | Anton Marchl          | AUT  |
| 7      | Jaroslav Zeman        | TCH  |
| 8      | Karlo Kasap           | CAN  |

#### middengewicht (tot 82 kg)
| rang   | sporter             | land                    |
| ------ | ------------------- | ----------------------- |
| Goud   | Péter Farkas        | HUN                     |
| Zilver | Piotr Stępień       | POL                     |
| Brons  | Daulet Toerlykhanov | EUN                     |
| 4      | Magnus Fredriksson  | SWE                     |
| 5      | Timo Niemi          | FIN                     |
| 6      | Goran Kasum         | Onafhankelijk deelnemer |
| 7      | Thomas Zander       | GER                     |
| 8      | Pavel Frinta        | TCH                     |

#### halfzwaargewicht (tot 90 kg)
| rang   | sporter               | land |
| ------ | --------------------- | ---- |
| Goud   | Maik Bullmann         | GER  |
| Zilver | Hakkı Başar           | TUR  |
| Brons  | Gogi Kogoeasjvili     | EUN  |
| 4      | Mikael Ljungberg      | SWE  |
| 5      | Hassan Babak          | IRI  |
| 6      | Michial Foy           | USA  |
| 7      | Reynaldo Peña Borroto | CUB  |
| 8      | Salvatore Campanella  | ITA  |

#### zwaargewicht (tot 100 kg)
| rang   | sporter               | land |
| ------ | --------------------- | ---- |
| Goud   | Hector Milián Pérez   | CUB  |
| Zilver | Dennis Koslowski      | USA  |
| Brons  | Sergej Demjasjkevitsj | EUN  |
| 4      | Andrzej Wroński       | POL  |
| 5      | Andreas Steinbach     | GER  |
| 6      | Ion Ieremciuc         | ROU  |
| 7      | Norbert Növényi       | HUN  |
| 8      | Song Sung-il          | KOR  |

#### superzwaargewicht (tot 130 kg)
| rang   | sporter              | land |
| ------ | -------------------- | ---- |
| Goud   | Alexander Karelin    | EUN  |
| Zilver | Tomas Johansson      | SWE  |
| Brons  | Ioan Grigoraş        | ROU  |
| 4      | László Klauz         | HUN  |
| 5      | Andrew Borodow       | CAN  |
| 6      | Tian Lei             | CHN  |
| 7      | Juha Ahokas          | FIN  |
| 8      | Panagiotis Pikilidis | GRE  |

### Vrije stijl

#### licht vlieggewicht (tot 48 kg)
| rang   | sporter                  | land |
| ------ | ------------------------ | ---- |
| Goud   | Kim Il                   | PRK  |
| Zilver | Kim Jong-shin            | KOR  |
| Brons  | Voegar Oroedzjev         | EUN  |
| 4      | Romică Rasovan           | ROU  |
| 5      | Tim Vanni                | USA  |
| 6      | Reiner Heugabel          | GER  |
| 7      | Aldo Martínez Echavarría | CUB  |
| 8      | Tserenbaatar Khosbayar   | MGL  |

#### vlieggewicht (tot 52 kg)
| rang   | sporter               | land |
| ------ | --------------------- | ---- |
| Goud   | Li Hak Son            | PRK  |
| Zilver | Larry Jones           | USA  |
| Brons  | Valentin Jordanov     | BUL  |
| 4      | Kim Sun-hak           | KOR  |
| 5      | Ahmet Orel            | TUR  |
| 6      | Mitsuru Sato          | JPN  |
| 7      | Majid Torkan          | IRI  |
| 8      | Christopher Woodcroft | CAN  |

#### bantamgewicht (tot 57 kg)
| rang   | sporter               | land |
| ------ | --------------------- | ---- |
| Goud   | Alejandro Puerto Díaz | CUB  |
| Zilver | Sergej Smal           | EUN  |
| Brons  | Kim Yong-sik          | PRK  |
| 4      | Remzi Musaoğlu        | TUR  |
| 5      | Roemen Pavlov         | BUL  |
| 6      | Kendall Cross         | USA  |
| 7      | Jürgen Scheibe        | GER  |
| 8      | Robert Dawson         | CAN  |

#### vedergewicht (tot 62 kg)
| rang   | sporter                 | land |
| ------ | ----------------------- | ---- |
| Goud   | John Smith              | USA  |
| Zilver | Asgari Mohammadian      | IRI  |
| Brons  | Lazaro Reinoso Martínez | CUB  |
| 4      | Rossen Vassiljev        | BUL  |
| 5      | Magomed Azizov          | EUN  |
| 6      | Musa Ilhan              | AUS  |
| 7      | Martin Müller           | SUI  |
| 8      | Shin Sang-kew           | KOR  |

#### lichtgewicht (tot 68 kg)
| rang   | sporter            | land |
| ------ | ------------------ | ---- |
| Goud   | Arsen Fadzajev     | EUN  |
| Zilver | Valentin Getzov    | BUL  |
| Brons  | Kosei Akaishi      | JPN  |
| 4      | Ali Akbarnejad     | IRI  |
| 5      | Fatih Özbaş        | TUR  |
| 6      | Ko Young-ho        | KOR  |
| 7      | Townsend Saunders  | USA  |
| 8      | Christopher Wilson | CAN  |

#### weltergewicht (tot 74 kg)
| rang   | sporter               | land |
| ------ | --------------------- | ---- |
| Goud   | Park Jang-soon        | KOR  |
| Zilver | Kenny Monday          | USA  |
| Brons  | Amir Reza Khadem      | IRI  |
| 4      | Magomedsalam Gadzjiev | EUN  |
| 5      | Krzysztof Walencik    | POL  |
| 6      | Gary Holmes           | CAN  |
| 7      | János Nagy            | HUN  |
| 8      | Lodoin Enkhbayar      | MGL  |

#### middengewicht (tot 82 kg)
| rang   | sporter                  | land |
| ------ | ------------------------ | ---- |
| Goud   | Kevin Jackson            | USA  |
| Zilver | Elmadi Zjabrailov        | EUN  |
| Brons  | Rasoul Khadem Azghadi    | IRI  |
| 4      | Hans Gstöttner           | GER  |
| 5      | Jozef Lohyňa             | TCH  |
| 6      | Sebahattin Öztürk        | TUR  |
| 7      | Nicolae Ghiţă            | ROU  |
| 8      | Francisco Iglesias Serna | ESP  |

#### halfzwaargewicht (tot 90 kg)
| rang   | sporter                | land |
| ------ | ---------------------- | ---- |
| Goud   | Makharbek Khadartsev   | EUN  |
| Zilver | Kenan Şimşek           | TUR  |
| Brons  | Christopher Campbell   | USA  |
| 4      | Puntsag Sukhbat        | MGL  |
| 5      | Ayub Bani Nosrat       | IRI  |
| 6      | Roberto Limonta Vargas | CUB  |
| 7      | Marek Garmulewicz      | POL  |
| 8      | Renato Lombardo        | ITA  |

#### zwaargewicht (tot 100 kg)
| rang   | sporter          | land |
| ------ | ---------------- | ---- |
| Goud   | Leri Khabelov    | EUN  |
| Zilver | Heiko Balz       | GER  |
| Brons  | Ali Kayali       | TUR  |
| 4      | Kim Tae-woo      | KOR  |
| 5      | Andrzej Radomski | POL  |
| 6      | Subhash Verma    | IND  |
| 7      | Mark Coleman     | USA  |
| 8      | Sándor Kiss      | HUN  |

#### superzwaargewicht (tot 130 kg)
| rang   | sporter              | land |
| ------ | -------------------- | ---- |
| Goud   | Bruce Baumgartner    | USA  |
| Zilver | Jeffrey Thue         | CAN  |
| Brons  | David Gobedzjisjvili | EUN  |
| 4      | Mahmut Demir         | TUR  |
| 5      | Andreas Schröder     | GER  |
| 6      | Ali Reza Soleimani   | IRI  |
| 7      | Wang Chunguang       | CHN  |
| 8      | Park Sung-ha         | KOR  |

## Medaillespiegel
| rang   | land             | goud | zilver | brons | totaal |
| ------ | ---------------- | ---- | ------ | ----- | ------ |
| 1      | Gezamenlijk team | 6    | 5      | 5     | 16     |
| 2      | Verenigde Staten | 3    | 3      | 2     | 8      |
| 3      | Zuid-Korea       | 2    | 1      | 1     | 4      |
| 4      | Cuba             | 2    | 0      | 3     | 5      |
| 5      | Noord-Korea      | 2    | 0      | 1     | 3      |
| 6      | Hongarije        | 2    | 0      | 0     | 2      |
| 7      | Turkije          | 1    | 2      | 1     | 4      |
| 8      | Duitsland        | 1    | 2      | 0     | 3      |
| 9      | Noorwegen        | 1    | 0      | 0     | 1      |
| 10     | Polen            | 0    | 2      | 0     | 2      |
| 11     | Iran             | 0    | 1      | 2     | 3      |
| 12     | Bulgarije        | 0    | 1      | 1     | 2      |
| 12     | Zweden           | 0    | 1      | 1     | 2      |
| 14     | Canada           | 0    | 1      | 0     | 1      |
| 14     | Italië           | 0    | 1      | 0     | 1      |
| 16     | China            | 0    | 0      | 1     | 1      |
| 16     | Japan            | 0    | 0      | 1     | 1      |
| 16     | Roemenië         | 0    | 0      | 1     | 1      |
| totaal | totaal           | 20   | 20     | 20    | 60     |